# Silvio Confortola
Giuseppe Silvio Luigi Confortola (ur. 20 stycznia 1910  w Valfurvie, zm. 29 stycznia 2003 tamże) – włoski biegacz narciarski, brązowy medalista mistrzostw świata.

## Kariera
Igrzyska olimpijskie w Sankt Moritz w 1948 roku były pierwszymi i zarazem ostatnimi w jego karierze. Wraz z kolegami z reprezentacji zajął tam szóste miejsce w sztafecie 4 × 10 km, a w swoim jedynym występie indywidualnym zajął 18. miejsce w biegu na dystansie 50 km.
W 1937 roku wystartował na mistrzostwach w Chamonix. Osiągnął tam największy sukces w swojej karierze wspólnie z Aristide Compagnonim, Vincenzo Demetzem i Giulio Gerardim zdobywając brązowy medal w sztafecie. Rok później, podczas mistrzostwa świata w Lahti zajął 133. miejsce w biegu na 18 km oraz 59 na 50 km.

## Osiągnięcia

### Igrzyska olimpijskie
| Miejsce | Dzień    | Rok  | Miejscowość  | Konkurencja             | Wynik   | Strata | Zwycięzca     |
| ------- | -------- | ---- | ------------ | ----------------------- | ------- | ------ | ------------- |
| 6.      | 3 lutego | 1948 | Sankt Moritz | Sztafeta 4 × 10 km      | 2:32:08 | +18:52 | Szwecja       |
| 18.     | 6 lutego | 1948 | Sankt Moritz | 50 km stylem klasycznym | 3:47:48 | +43:48 | Nils Karlsson |

### Mistrzostwa świata
| Miejsce | Dzień     | Rok  | Miejscowość | Konkurencja          | Czas biegu | Strata | Zwycięzca       |
| ------- | --------- | ---- | ----------- | -------------------- | ---------- | ------ | --------------- |
| 30.     | 14 lutego | 1937 | Chamonix    | 18 stylem klasycznym | 1:11:21    | +10:44 | Lars Bergendahl |
| 3.      | 18 lutego | 1937 | Chamonix    | Sztafeta 4 × 10 km   | 3:06:07    | +2:41  | Norwegia        |
| 133.    | 25 lutego | 1938 | Lahti       | 18 stylem klasycznym | 1:09:37    | +10:44 | Pauli Pitkänen  |
| 59.     | 27 lutego | 1938 | Lahti       | 50 stylem klasycznym | 4:06:09    | +48:31 | Kalle Jalkanen  |
| 32.     | 15 lutego | 1939 | Zakopane    | 18 stylem klasycznym | 1:05:30    | +7:53  | Jussi Kurikkala |
| 21.     | 17 lutego | 1939 | Zakopane    | 50 stylem klasycznym | 2:57:43    | +27:24 | Lars Bergendahl |